# Terry Caldwell
Terence Caldwell (sinh ngày 5 tháng 12 năm 1938) là một cựu cầu thủ bóng đá người Anh có gần 400 lần ra sân ở Football League thi đấu ở vị trí hậu vệ cho Huddersfield Town, Leeds United, Carlisle United và Barrow.